# Mali parkelj Malič
Mali parkelj Malič je kratka sodobna pravljica, delo Svetlane Makarovič. Delo je bilo izdano leta 1992 pri založbi Mladika.

## Kratek povzetek zgodbe
Proti koncu jeseni se Miklavž s svojim spremstvom odpravi na vsakoletno peko piškotov. Družbo na nebeški ladji mu delajo angeli, za ladjo pa plavajo parkeljni, ki niso dovolj ubogljivi in poslušni in si zato ne zaslužijo mesta na Miklavževi ladji. Angeli v veliki pekarni pečejo piškote in skrbijo, da se piškoti ne bi zažgali. Parkeljni pa opravljajo svoje delo v kleti, kjer skrbijo da ogenj ne ugasne. Piškoti so namenjeni le pridnim in poslušnim otrokom, neposlušnim in porednim pa pripadajo zažgani piškoti, pa še to samo v primeru ko se angelom peka ponesreči. Najmlajši pa tudi najbolj domiseln parkelj, po imenu Malič, zato sklene peklenski načrt. S svojo hudomušnostjo in izvirnostjo kar trikrat pretenta Miklavža ter si tako izbori pravico zase in ostale peklenščke.

## Glavna književna oseba
Glavna književna oseba kratke sodobne pravljice je parkelj Malič, najmanjši in najmlajši od vseh peklenščkov. Malič je jasen primer subverzivnega književnega lika ter hkrati prispodoba razposajenga in nagajivega otroka. V pravljici zastopa vse otroke, ki so v realnem svetu prezrti in zapostavljeni, zaradi pravil in zapovedi, ki jih veleva svet odraslih.
Avtorica s tem literarnim likom prikazuje razlike med poslušnim, ubogljivim in vernim otrokom na eni strani, ter nagajivim, iznajdljivim in upornim otrokom na drugi strani. Samo poslušni otroci dobijo piškote, medtem ko si poredni otroci po mnenju odraslih tega ne zaslužijo. Vendar pa Malič s svojo iznajdljivostjo in nagajivimi domislicami poravna krivice, ki se mu godijo zaradi tako imenovane neposlušnosti. S tremi izvirnimi zvijačami pretenta Miklavža in njegovo spremstvo, ter tako pride do piškotov in doseže pravico za vse peklenščke.

## Analiza
Pravljica spada med subverzivno književnost. Pripovedovalec je tretjeosebni ali vsevedni. Glavna književna oseba v pravljici je parkelj Malič, stranske osebe pa so Miklavž, peklenščki ter angeli. Književni čas je jesen in začetek decembra, ko otroci pričakujejo Miklavža. Književni prostor je majhno pristanišče ob robu temnega gozda, ladja, nebesa, pekel ter nekaj časa tudi staro mestno jedro Ljubljane. V literarnem delu je možno razbrati nekaj verskih motivov: nebesa, pekel, nadangel Gabrijel, Miklavževo obdarovanje in molitve. Zasledimo tudi motiv rdeče obarvane večerne zarje, kar po stari ljudski navadi pomeni, da Miklavž peče piškote.

## Primerjava z drugimi literarnimi deli
Književnega junaka v podobi nagajivega in razposajenega otroka, ki se ne ozira na svet odraslih zasledimo v veliko delih slovenske in tuje mladinske književnosti. Podobnost s književnim junakom Maličem tako najdemo v Grafenauerjevem literarnem delu Pedenjped, Župančičevem Cicibanu,v književnih delih pisatelja Andreja Rozmana - Roze ter v Piki Nogavički avtorice Astrid Lindgren.

## Vir
- Makarovič, Svetlana (1992). Mali parkelj Malič. Ljubljana: Mladika. COBISS 31914752.